# Обреновачко позориште
Обреновачко позориште једно је од најмлађих позоришта у Србији. Састоји се из велике и мале сале. Фестивал студентског театра одржава се управо у овом позоришту.

## Историја
Дана 21. марта 2019. године у ЈП Спортско културног центра „Обреновац” одржала се конференција за медије поводом отварања Обреновачког позоришта. Тим поводом се на малој сцени одиграла дуодрама Без поговора, нобеловца Харолда Пинтера. Улоге у поменутој представи тумачили су Предраг Дамјановић и Огњен Дрењанин.

## Фестивал студентског театра
Фестивал студентског театра је прилика да се млади глумци, тачније студенти искажу кроз комаде које су постављали током студија. Богатство овог фестивала је то што представља место сусрета различитих факултета драмских уметсности у Србији.